# Басарабка
Басара́бка — заповідне урочище місцевого значення в Україні. Об'єкт природно-заповідного фонду Івано-Франківської області. 
Розташоване на території Болехівської міської ради Івано-Франківської області, на південний захід від с. Козаківка. 
Площа 17,5 га. Статус надано згідно з рішенням облвиконкому від 16.10.1984 року № 247. Перебуває у віданні ДП «Болехівський лісгосп» (Сукільське л-во, кв. 23, вид. 21, 39, 40). 
Статус присвоєно для збереження частини лісового масиву зі штучно створеними високопродуктивними насадженнями ялини європейської з ялицею білою. Вік насаджень — 110 років. Заповідне урочище розташоване на схилах гір масиву Сколівські Бескиди, в басейні річки Бесарабки.